# Storlogen af Danmark
 Der er for få eller ingen kildehenvisninger i denne artikel, hvilket er et problem. Du kan hjælpe ved at angive troværdige kilder til de påstande, som fremføres i artiklen.

Storlogen af Danmark af Gamle Frie & Antagne Murere, også kendt som Storlogen af Danmark, er det overordnede administrative organ for fire danske frimurerloger. En storloge vedtager de overordnede retningslinjer som alle tilknyttede loger skal følge, og administrerer forholdet til udenlandske samarbejdspartnere.
Storlogen af Danmark er opstået på grundlag af Stororienten af Danmark og Den Danske Stororient, sidstnævnte grundlagt af Carl William Hansen, som tilstræbte en meget bred forståelse af frimureriet.
Storlogen af Danmark blev konstitueret den 14. april 1929 og efter en del kontroverser i 1960, hvor mange medlemmer valgte at tilhøre Den Danske Frimurerorden, har Storlogen af Danmark bevaret sine oprindelige ritualer, dog med enkelte ændringer. Af de oprindelige fem loger der brød ud, under ledelse af Grunddal Sjallung er kun logen De Tre Hamre nr. 15 endnu aktiv i udbrydergruppen.
Storlogen arbejder efter ritualet Ritus Hauniensis (de københavnske riter), som primært ligner York riten, men som er blandet med ritualer fra andre engelske riter samt riter fra Frankrig og Tyskland.
Som noget særligt arbejder Storlogen af Danmark også i Mark-graden og Kongelig Buegrad (Royal Arch), ritualer der oprindeligt ikke var medtaget i Grunddal Sjallungs version fra 1929.
De oprindelige loger under Storlogen af Danmark, da den konstitueredes i 1930, var: Lyset til de ni hjerter, Janus Vesta, Tre Løver, Pax Interna, De To Søjler, De Tre Lys, Den Flammende Stjerne, Den Kubiske Sten, Akacien, Danevirke, Phønix, De Tre Hamre, De Tre Søjler, Pentalpha, Stella Nova og Den Gyldne Cirkel.
Af disse er der i 2006 kun logen De Tre Hamre nr. 15, som virker under Storlogen af Danmark.
Storlogen af Danmark har siden 1971 været medlem af CLIPSAS, der er en sammenslutning af storloger fra store dele af verden.